# Tonara
Tonara település Olaszországban, Szardínia régióban, Nuoro megyében. Lakosainak száma 1747 fő (2023. január 1.). Tonara Desulo, Sorgono, Tiana és Belvì községekkel határos.

## Népesség
A település lakossága az elmúlt években az alábbi módon változott:
| Lakosok száma | 2017 | 2020 | 1747 |
|               | 2017 | 2018 | 2023 |